# Stanford Tsiode
Richard Stanford Massa Tsiode (* 30. September 2000) ist ein nauruischer Leichtathlet und Behindertensportler, der den Inselstaat bei den Special Olympics World Summer Games 2019, ausgetragen in Abu Dhabi (Vereinigte Arabische Emirate), repräsentierte.

## Biographie
Der nationale Verband Special Olympics Nauru beteiligte sich im März 2019 zum ersten Mal an den Special Olympics für Menschen mit geistiger Behinderung und Mehrfachbehinderung. Gemeinsam mit Babrishka Dageago, Jennita Daoe und Sisqo Cain gehörte auch Tsiode dem Nationalkader bei den Summer Games an. Er gewann im Wettbewerb über 100 Meter in der Division „M02“ die einzige Goldmedaille des Landes (20,30 Sekunden) und konnte dabei Sportler der Marshallinseln und aus dem Südsudan hinter sich lassen. Anfang 2021 wurde Tsiode im nauruischen Parlament für die Teilnahme an den Wettbewerben ausgezeichnet.